# Larry Drew
Larry Donnell Drew (Kansas City, 2 de abril de 1958) é um ex-jogador e atual treinador norte-americano de basquete profissional que atualmente é o assistente técnico do Los Angeles Clippers da National Basketball Association (NBA).
Ele jogou basquete universitário pela Universidade do Missouri e foi selecionado pelo Detroit Pistons como a 17º escolha geral no draft da NBA de 1980.

## Carreira como jogador

### NBA (1980–1991)
Drew foi selecionado pelo Detroit Pistons como a 17ª escolha geral do draft da NBA de 1980. Ele jogou 10 temporadas na NBA pelos Pistons, Sacramento Kings, Los Angeles Clippers e Los Angeles Lakers. Em sua carreira na NBA, Drew jogou em 714 jogos e marcou um total de 8.110 pontos.
Talvez o melhor ano de Drew como profissional tenha sido durante a temporada de 1982-83, como membro dos Kings, participando de 75 jogos e com médias de 20,1 pontos, 8,1 assistências e 1,7 roubos de bola. Naquela temporada, em 21 de janeiro de 1983, Drew marcou seu recorde de carreira com 33 pontos durante uma vitória de 115-108 sobre o Houston Rockets.

## Carreira como treinador
Drew serviu como treinador assistente do Los Angeles Lakers (1992–1999), Detroit Pistons (1999–2000), Washington Wizards (2000–2003), New Jersey Nets (2003–2004) e Atlanta Hawks (2004–2010).
Ele se tornou o treinador principal dos Hawks na temporada de 2010-11. Seu contrato expirou após a temporada de 2012-13, quando os Hawks contrataram Mike Budenholzer para substituir Drew.
Em 31 de maio de 2013, o Milwaukee Bucks contratou Drew como seu treinador principal. Em 30 de junho de 2014, os Bucks demitiram Drew após adquirir o treinador Jason Kidd do Brooklyn Nets.
Em 19 de agosto de 2014, o Cleveland Cavaliers contratou Drew como treinador assistente. Em 19 de junho de 2016, os Cavaliers, com Drew como assistente, conquistaram seu primeiro título da NBA. Em 19 de março de 2018, os Cavaliers nomearam Drew como treinador interino enquanto o técnico Tyronn Lue se afastava por questões de saúde. Os Cavaliers tiveram um recorde de 8-1 nos nove jogos em que Drew atuou. Em 28 de outubro de 2018, os Cavaliers nomearam Drew como treinador interino após a demissão de Lue. Ele pediu mais dinheiro se fosse ser o treinador interino dos Cavaliers em vez de a equipe contratar um novo líder. Em 5 de novembro, ele foi nomeado treinador principal permanente. Em 11 de abril de 2019, Drew e os Cavaliers se separaram após o término de seu contrato na temporada de 2018-19.
Em 16 de novembro de 2020, Drew foi contratado como treinador assistente pelo Los Angeles Clippers sob o comando do técnico Tyronn Lue.

## Vida pessoal
Drew é casado com Sharon Drew e eles têm três filhos: Larry II, Landon e Lindsey. Seu filho mais velho, Larry II, jogou basquete universitário na Carolina do Norte antes de se transferir para a UCLA em 2011. Ele jogou pela última vez na NBA pelo New Orleans Pelicans. Seu filho do meio, Landon, jogou pela Cal State. Seu filho mais novo, Lindsey, jogou pela Universidade de Nevada.

## Estatísticas da NBA

### Como jogador

#### Temporada regular
| Ano      | Equipe      | PJ  | PT  | MPJ  | AP   | 3P   | LL   | RT  | AS  | BR  | TO  | PPJ  |
| -------- | ----------- | --- | --- | ---- | ---- | ---- | ---- | --- | --- | --- | --- | ---- |
| 1980-81  | Detroit     | 76  |     | 20.8 | .407 | .235 | .797 | 1.6 | 3.3 | 1.2 | 0.1 | 6.6  |
| 1981-82  | Kansas City | 81  | 19  | 24.4 | .473 | .296 | .794 | 1.8 | 5.2 | 1.4 | 0.0 | 10.8 |
| 1982-83  | Kansas City | 75  | 74  | 35.9 | .492 | .125 | .820 | 2.8 | 8.1 | 1.7 | 0.1 | 20.1 |
| 1983-84  | Kansas City | 73  | 73  | 32.4 | .462 | .300 | .776 | 2.0 | 7.6 | 1.7 | 0.1 | 16.4 |
| 1984-85  | Kansas City | 72  | 66  | 33.0 | .501 | .250 | .794 | 2.3 | 6.7 | 1.3 | 0.1 | 14.9 |
| 1985-86  | Sacramento  | 75  | 31  | 26.3 | .485 | .323 | .795 | 1.7 | 4.5 | 0.9 | 0.0 | 11.9 |
| 1986-87  | LA Clippers | 60  | 22  | 26.1 | .432 | .167 | .837 | 1.7 | 5.4 | 1.0 | 0.0 | 12.4 |
| 1987-88  | LA Clippers | 74  | 51  | 27.4 | .456 | .289 | .769 | 1.6 | 5.2 | 0.9 | 0.0 | 10.3 |
| 1989-90  | LA Lakers   | 80  | 3   | 16.7 | .444 | .395 | .767 | 1.2 | 2.7 | 0.6 | 0.1 | 5.2  |
| 1990-91  | LA Lakers   | 48  | 2   | 10.3 | .432 | .424 | .773 | 0.7 | 2.5 | 0.3 | 0.0 | 2.9  |
| Carreira | Carreira    | 714 | 341 | 25.3 | .458 | .280 | .792 | 1.7 | 5.1 | 1.1 | .0  | 11.1 |

#### Playoffs
| Ano      | Equipe      | PJ | PT | MPJ  | AP   | 3P   | LL    | RT  | AS  | BR  | TO  | PPJ  |
| -------- | ----------- | -- | -- | ---- | ---- | ---- | ----- | --- | --- | --- | --- | ---- |
| 1983-84  | Kansas City | 3  |    | 23.3 | .368 |      | 1.000 | 1.3 | 3.7 | 1.0 | 0.0 | 5.7  |
| 1985-86  | Sacramento  | 3  | 0  | 18.7 | .560 | .333 | 1.000 | 0.3 | 4.7 | 1.7 | 0.0 | 10.3 |
| 1989-90  | LA Lakers   | 7  | 0  | 7.3  | .375 | .250 | .833  | 0.3 | 0.6 | 0.4 | 0.0 | 1.7  |
| 1990-91  | LA Lakers   | 18 | 0  | 6.4  | .424 | .273 | .667  | 0.4 | 1.2 | 0.0 | 0.0 | 1.9  |
| Carreira | Carreira    | 31 | 0  | 13.9 | .431 | .285 | .875  | .5  | 2.5 | .7  | .0  | 4.8  |

### Como treinador
| Time      | Ano      | Temporada regular | Temporada regular | Temporada regular | Temporada regular | Temporada regular     | Playoffs | Playoffs | Playoffs | Playoffs | Playoffs                 |
| Time      | Ano      | J                 | V                 | D                 | %                 | Classificação         | J        | V        | D        | %        | Resultado final          |
| --------- | -------- | ----------------- | ----------------- | ----------------- | ----------------- | --------------------- | -------- | -------- | -------- | -------- | ------------------------ |
| Atlanta   | 2010–11  | 82                | 44                | 38                | .537              | 3º na Divisão Sudeste | 12       | 6        | 6        | .500     | Lost in Conf. Semifinals |
| Atlanta   | 2011–12  | 66                | 40                | 26                | .606              | 2º na Divisão Sudeste | 6        | 2        | 4        | .333     | Lost in First Round      |
| Atlanta   | 2012–13  | 82                | 44                | 38                | .537              | 2º na Divisão Sudeste | 6        | 2        | 4        | .333     | Lost in First Round      |
| Milwaukee | 2013–14  | 82                | 15                | 67                | .183              | 5º na Divisão Central | —        | —        | —        | —        | Missed playoffs          |
| Cleveland | 2018–19  | 76                | 19                | 57                | .250              | 5º na Divisão Central | —        | —        | —        | —        | Missed playoffs          |
| Carreira  | Carreira | 388               | 162               | 226               | .422              |                       | 24       | 10       | 14       | .388     |                          |

## Ligações Externas
- «Perfil na National Basketball Association (NBA).» 🔗 (em inglês)
- «Estatísticas Sports Reference LLC.» (em inglês)